# كريس ماس
كريس ماس (بالإنجليزية: Chris Maas)‏ هو متسابق يخت أمريكي، ولد في 14 فبراير 1957.